# UFC on ESPN: Ngannou vs. Velasquez
UFC on ESPN: Ngannou vs. Velasquez（ユーエフシー・オン・イーエスピーエヌ：ガヌー・バーサス・ヴェラスケス、別名UFC on ESPN 1）は、アメリカ合衆国の総合格闘技団体「UFC」の大会の一つ。2019年2月17日、アリゾナ州フェニックスのトーキング・スティック・リゾート・アリーナで開催された。

## 大会概要
本大会ではフランシス・ガヌーとケイン・ヴェラスケスによるヘビー級戦が組まれた。

## 試合結果

### アーリープレリム
第1試合 女子ストロー級 5分3R
○  エミリー・ウィットマイア vs.  アレクサンドラ・アルブ ×
1R 1:01 リアネイキドチョーク
第2試合 62.6kg契約 5分3R
○  ルーク・サンダース vs.  ヘナン・バラオン ×
2R 1:01 KO（左ストレート→パウンド）
※バラオンの体重超過によりバンタム級から変更。

### プレリミナリーカード
第3試合 ライト級 5分3R
○  ニック・レンツ vs.  スコット・ホルツマン ×
3R終了 判定3-0（29-28、29-28、29-28）
第4試合 女子フライ級 5分3R
○  アンドレア・リー vs.  アシュリー・エバンス・スミス ×
3R終了 判定3-0（30-27、30-27、30-27）
第5試合 63.5kg契約 5分3R
○  マニー・バミューデス vs.  ベニート・ロペス ×
1R 3:09 ギロチンチョーク
※バミューデスの体重超過によりバンタム級から変更。
第6試合 バンタム級 5分3R
○  アルジャメイン・スターリング vs.  ジミー・リベラ ×
3R終了 判定3-0（30-27、30-27、30-27）

### メインカード
第7試合 フェザー級 5分3R
○  アンドレ・フィリ vs.  マイルズ・ジュリー ×
3R終了 判定3-0（29-28、29-28、29-28）
第8試合 ウェルター級 5分3R
○  ビセンテ・ルケ vs.  ブライアン・バーバリーナ ×
3R 4:54 TKO（膝蹴り→パウンド）
第9試合 フェザー級 5分3R
○  クロン・グレイシー vs.  アレックス・カサレス ×
1R 2:06 リアネイキドチョーク
第10試合 女子ストロー級 5分3R
○  シンシア・カルビーロ vs.  コートニー・ケイシー ×
3R終了 判定3-0（29-28、29-28、30-27）
第11試合 ライト級 5分3R
○  ポール・フェルダー vs.  ジェームズ・ビック ×
3R終了 判定3-0（29-28、30-27、30-27）
第12試合 ヘビー級 5分5R
○  フランシス・ガヌー vs.  ケイン・ヴェラスケス ×
1R 0:26 KO（右アッパー→パウンド）

### 各賞
ファイト・オブ・ザ・ナイト： ビセンテ・ルケ vs. ブライアン・バーバリーナ
パフォーマンス・オブ・ザ・ナイト： クロン・グレイシー、ルーク・サンダース
各選手にはボーナスとして5万ドルが授与された。

### カード変更
負傷などによるカードの変更は以下の通り。